# Polynemus hornadayi
Polynemus hornadayi és una espècie de peix pertanyent a la família dels polinèmids.

## Descripció
- Pot arribar a fer 19,5 cm de llargària màxima.[5][6]

## Hàbitat
És un peix d'aigua dolça, demersal i de clima tropical que viu normalment fins als 3 m de fondària.

## Distribució geogràfica
Es troba a Àsia: els rius Ensengi, Rajang i Sungai a l'oest de Sarawak (illa de Borneo, Malàisia).

## Observacions
És inofensiu per als humans i apreciat com a aliment a la seua àrea de distribució.